# 1200 Micrograms
1200 Micrograms (czasami pisane również 1200 Mics lub 1200 Mics) – zespół psychedelic trance z Ibizy. Członkowie to Riktam, Bansi z GMS, Raja Ram oraz Chicago. Ich muzyka jest znana z użycia dużej ilości gitar oraz nawiązywania do narkotyków.
Na pomysł, na rozpoczęcie takiego zespołu wpadł Raja Ram, ponieważ chciał zrobić album o swoich ulubionych narkotykach. Ich pierwszy album, o nazwie identycznej z nazwą zespołu składał się z dziewięciu piosenek o ayahuasca, haszyszu, meskalinie, LSD, marihuanie, ecstasy, grzybkach halucynogennych, Salvia Divinorum oraz DMT. Piosenki zawierały wiele cytatów Terence McKenna oraz wycinki z filmów jak na przykład Fear and Loathing in Las Vegas. Album był wielkim sukcesem, a 1200 Mics wydali nawet teledysk Marijuana w 2003.
Kolejny album, Heroes Of The Imagination (bohaterowie wyobraźni), jest zadedykowany znanym wynalazcom i naukowcom, jak na przykład Leonardo Da Vinci, Galileo Galilei, Michael Faraday, Albert Einstein, Charles Babbage, Albert Hofmann, Francis Crick, James D. Watson oraz Tim Berners-Lee. Ten album zawiera imprezowy hit roku 2003, Acid for Nothing, trance remix utworu Dire Straits Money for Nothing (remix również zamienia hasło „I want my MTV” na „I want my LSD”).

## Dyskografia
- 1200 Micrograms (TIP World 2002)
- Heroes Of The Imagination (TIP World 2003)
- The Time Machine (TIP World 2004)
- Live in Brazil (TIP World 2005)
- Drugs, Music and Magic (TIP World 2006)
- 1200 Micrograms Remixed (TIP World 2006)
- Magic Numbers (TIP World 2007)
- Gramology (EP) (TIP World 2010)
- 96% (EP) (TIP World 2012)
- A Trip Inside The Outside (EP) (Tip World 2013)